# Prêmio Guarani de Cinema Brasileiro 2020
O Prêmio Guarani de Cinema Brasileiro de 2020 é a vigésima quinta edição do Prêmio Guarani, organizada pela Academia Guarani de Cinema. Os indicados passaram por uma criteriosa avaliação de mais 40 críticos de cinema de todas as regiões do Brasil, que elegeram cinco finalistas que se destaram no cinema durante o ano de 2019 nas 24 categorias da premiação. A divulgação dos indicados foi feita em parceria com o site Papo de Cinema a partir de 20 de maio de 2020.

## Vencedores e indicados
Os nomeados para a 25ª edição foram anunciados na página oficial do Papo de Cinema em 20 de maio de 2020. Os vencedores estão em negrito.
| Melhor Filme | Melhor Direção |
| --- | --- |
| - Bacurau – Emilie Lesclaux, Michel Merkt e Saïd Ben Saïd - A Vida Invisível – Michael Weber, Rodrigo Teixeira e Viola Fügen - Inferninho – Caroline Louise, Guto Parente e Rogério Mesquita - No Coração do Mundo – André Novais Oliveira, Gabriel Martins, Maurílio Martins e Thiago Macêdo Correia - Temporada – André Novais Oliveira, Gabriel Martins, Maurílio Martins e Thiago Macêdo Correia | - Kleber Mendonça Filho e Juliano Dornelles – Bacurau - André Novais Oliveira – Temporada - Beatriz Seigner – Los Silencios - Gabriela Amaral Almeida – A Sombra do Pai - Karim Aïnouz – A Vida Invisível |
| Melhor Atriz | Melhor Ator |
| - Grace Passô – Temporada como Juliana - Andréa Beltrão – Hebe: A Estrela do Brasil como Hebe Camargo - Bárbara Colen – Bacurau como Tereza - Dira Paes – Divino Amor como Joana - Kelly Crifer – No Coração do Mundo como Ana | - Marco Nanini – Greta como Pedro - Fabrício Boliveira – Simonal como Wilson Simonal - Daniel de Oliveira – Morto Não Fala como Stênio - Júlio Machado – A Sombra do Pai como Jorge - Yuri Yamamoto – Inferninho como Deusimar |
| Melhor Atriz Coadjuvante | Melhor Ator Coadjuvante |
| - Fernanda Montenegro – A Vida Invisível como Eurídice Gusmão - Eliane Giardini – Deslembro como Lúcia - Grace Passô – No Coração do Mundo como Selma - Luciana Paes – A Sombra do Pai como Cristina - Sônia Braga – Bacurau como Domingas | - Silvero Pereira – Bacurau como Lunga - Demick Lopes – Greta como Jean - Enrique Diaz – Los Silencios como Adão - Renato Novaes – Temporada como Jairo - Rodrigo Santoro – Turma da Mônica: Laços como Louco |
| Melhor Roteiro Original | Melhor Roteiro Adaptado |
| - Bacurau – Kleber Mendonça Filho e Juliano Dornelles - A Sombra do Pai – Gabriela Amaral Almeida - Inferninho – Guto Parente, Pedro Diogenes e Rafael Martins - Los Silencios – Beatriz Seigner - Temporada – André Novais Oliveira | - A Vida Invisível – Murilo Huser, Karim Aïnouz, Inés Bortagaray, baseado no livro A Vida Invisível de Eurídice Gusmão de Martha Batalha - Greta – Armando Praça, baseado na peça Greta Garbo, quem diria, acabou no Irajá de Fernando Melo - Morto Não Fala – Claudia Jouvin e Dennison Ramalho, baseado no conto “Morto Não Fala”, de Marco de Castro - No Coração do Mundo, – Gabriel Martins e Maurílio Martins, baseado nos curtas-metragens “Contagem” e “Dona Sônia pediu uma arma para seu vizinho Alcides”, de Gabriel Martins e Maurílio Martins - Turma da Mônica – Laços – Thiago Dottori, baseado nos personagens de Maurício de Sousa e no romance gráfico de Vitor Cafaggi e Lu Cafaggi |
| Melhor Longa-Metragem Documentário | Melhor Curta-Metragem Documentário |
| - Bixa Travesty - Chuva é Cantoria na Aldeia dos Mortos - Democracia em Vertigem - Estou Me Guardando para Quando o Carnaval Chegar - Torre das Donzelas | - Sete Anos em Maio - Copacabana Madureira - Negrum3 - Quebramar - Swinguerra |
| Melhor Curta-Metragem Ficção | Melhor Animação |
| - Tear for Two - A Mulher que Sou - Baile - lhas de Calor - Marie | - A Cidade dos Piratas - Apneia - Carne - Sangro - Tito e os Pássaros |
| Melhor Direção de Fotografia | Melhor Direção de Arte |
| - A Vida Invisível – Hélène Louvart - Divino Amor – Diego Garcia - Deslembro – Heloísa Passos - Bacurau – Pedro Sotero - Los Silencios – Sogia Oggioni | - A Vida Invisível – Rodrigo Martirena - Turma da Mônica – Laços – Cassio Amarante e Mariana Falvo - Inferninho – Taís Lima - Bacurau – Thales Junqueira - Divino Amor – Thales Junqueira |
| Melhor Figurino | Melhor Maquiagem |
| - A Vida Invisível – Marina Franco - Hebe: A Estrela do Brasil – Antônio Medeiros - Turma da Mônica – Laços – Fernanda Manques, Manuela Mello e Veronica Julian - Inferninho – Filipe Arara e Isac Bento - Bacurau – Rita Azevedo | - Morto Não Fala – Britney Federline - A Sombra do Pai – André Anastácio - Inferninho – Gutto Moreira - A Vida Invisível – Rosemary Paiva - Hebe: A Estrela do Brasil – Simone Batata - Bacurau – Tayce Vale |
| Melhor Montagem | Melhor Efeito Visual |
| - Bacurau – Eduardo Serrano - No Coração do Mundo – Gabriel Martins, Maurílio Martins e Guto Parente - Temporada – Gabriel Martins - A Vida Invisível – Heike Parplies - Bixa Travesty – Olivia Brenga | - Morto Não Fala – Guilherme Ramalho - Carcereiros: O Filme – Eduardo Schaal, Guilherme Ramalho e Hugo Gurgel - Mormaço – Marcelo Siqueira - Turma da Mônica – Laços – Marco Prado - Bacurau – Mikaël Tanguy |
| Melhor Som | Melhor Trilha Sonora |
| - Bacurau – Nicolas Hallet, Ricardo Cutz e Cyril Holtz - A Noite Amarela – Ana Chiossi, Ariel Henrique e Leonardo Bortolin - A Vida Invisível – Laura Zimmerman, Waldir Xavier e Björn Wiese - A Sombra do Pai – Daniel Turini, Fernando Henna e Gabriela Cunha - Los Silencios – Daniel Turini, Fernando Henna, Gustavo Nascimento e Jean-Guy Veran                                                 | - Bacurau – Mateus Alves e Tomaz Alves - A Vida Invisível – Benedikt Schiefer, Guilherme Garbato e Gustavo Garbato - Bixa Travesty – Linn da Quebrada - Simonal – Max de Castro e Wilson Simoninha - Azougue Nazaré – Mestre Anderson, Tomaz Alves Souza e Tiago Melo |
| Melhor Revelação Feminina | Melhor Revelação Masculina |
| - Julia Stockler – A Vida Invisível como Guida Gusmão - Carol Duarte – A Vida Invisível como Eurídice Gusmão - Giulia Benite – Turma da Mônica – Laços como Mônica - Jeanne Boudier – Deslembro como Joana - MC Carol – No Coração do Mundo como Brenda | - Christian Malheiros – Sócrates como Sócrates - Kevin Vechiatto – Turma da Mônica – Laços como Cebolinha - Rafael Martins – Inferninho como Coelho - Russo APR – Temporada como Russão - Valmir do Coco – Azougue Nazaré como Catita |
| Melhor Elenco | Melhor Filme Estrangeiro |
| - Bacurau - A Vida Invisível - Inferninho - No Coração do Mundo - Temporada | - Gisaengchung – Bong Joon-ho - Dolor y gloria – Pedro Almodóvar - The Irishman – Martin Scorsese - Pájaros de verano – Cristina Gallego, Ciro Guerra - Zimna wojna – Pawel Pawlikowski |